# واکنش‌های بین‌المللی به انتخابات ۱۳۸۸ ایران

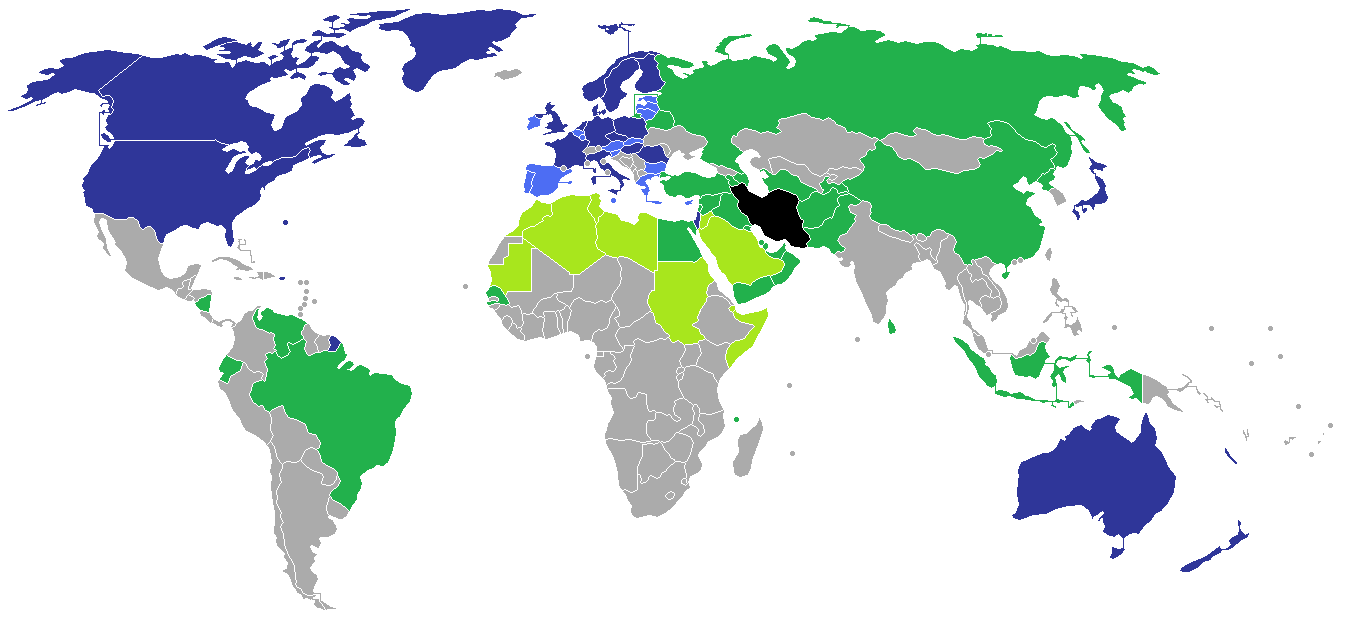
نقشهٔ واکنش‌های بین‌المللی به انتخابات ۱۳۸۸ ایران
ایران
کشورهایی که به محمود احمدی‌نژاد تبریک گفتند.
اعضایی از اتحادیه کشورهای عرب که واکنش عمومی نشان ندادند. (اتحادیه از نتایج استقبال کرد)
اعضایی از اتحادیه اروپا که واکنش عمومی نشان ندادند. (اتحادیه از نتایج اظهار نگرانی کرد)
کشور‌هایی که نتایج انتخابات را به رسمیت نشناختند.

واکنش‌های بین‌المللی به انتخابات ۱۳۸۸ ایران به واکنش‌های مختلف بین‌المللی به انتخابات ریاست‌جمهوری ایران در سال ۱۳۸۸ اشاره می‌کند. پس از اعلام نتایج انتخابات، اکثر کشورهای غربی دربارهٔ آن اظهار نگرانی کردند درحالی‌که اغلب کشورهای آسیایی، آفریقایی و آمریکای لاتین از نتایج استقبال کرند و پیروزی محمود احمدی‌نژاد را تبریک گفتند. سازمان ملل و اتحادیه اروپا نیز در این باره ابراز نگرانی کردند.
میرحسین موسوی از هیچ‌یک از دولت‌های خارجی تقاضای کمک یا ایراد بیانیه نکرد.
محسن مخملباف، سخنگوی موسوی باراک اوباما، رئیس‌جمهور ایالات متحده آمریکا، را مورد انتقاد قرار داد که آرای دو نامزد در انتخابات به اندازه‌ای که اعلام شد تفاوت نداشته است. او همچنین گفت که دیگر ملت‌ها این را فقط یک مسئلهٔ داخلی ایران ندانند و این یک مسئلهٔ بین‌المللی است.
دولت ایران اعتراض خود را به نمایندگان بریتانیا، فرانسه و جمهوری چک به آنچه که دخالت آنان در امور داخلی ایران می‌دید اعلام کرد. در ۲۷ خرداد، سفیر بریتانیا در تهران به وزارت امور خارجه ایران احضار شد و مقامات ایران دربارهٔ نحوهٔ پوشش خبری اعتراضات در ایران توسط رسانه‌های بین‌المللی اظهار تأسف کردند.
پس از اخراج دو دیپلمات انگلیسی از ایران به اتهام جاسوسی، انگلیس نیز دو دیپلمات ایرانی را از کشورش اخراج کرد.

## واکنش کشورهای مختلف

### کشورهایی که اظهار نگرانی کردند
- وزیر امور خارجه کانادا نگرانی عمیق دولتش را از بی نظمی‌های پس از انتخابات اعلام کرد.[۷] کانادا همچنین سفیر ایران در کشورش را برای توضیح در مورد بازداشت یک خبرنگار آزاد کانادایی در تهران را احضار کرد.[۸]
- در ۱۶ ژوئن، وزیر امور خارجه استرالیا استفان اسمیت خواستار تحقیقات فوری، کامل و شفاف در مورد اتهامات تقلب در انتخابات شد. آقای اسمیت در پارلمان استراليا گفت: «اکنون کاملاً واضح است که در مورد نتیجه انتخابات ایران تردیدهای جدی وجود دارد. ما به شدت نگران نقض بسیار جدی حقوق بشر هستیم.»[۹]
- کاردار جمهوری چک خواستار تحقیق درباره نتایج انتخابات شد.[۴]
- آنگلا مرکل اعلام کرد که کشورش از وضعیت به وجود آمدهٔ فعلی بسیار نگران است. صدراعظم آلمان اطلاعات بیشتر در مورد انتخابات و تحقیقات شفاف در این مورد را خواستار شد.[۱۰][۱۱]
- دولت دانمارک سفیر ایران را برای اعتراض به خشونت‌های پس از انتخابات احضار کرد.[۱۲]
- وزیر امور خارجه فنلاند الکساندر اشتوب سفیر ایران، رضا نظرآهاری را احضار و محکومیت بی‌قید و شرط فنلاند در مورد استفاده از خشونت توسط مقامات ایران را اعلام کرد. او همچنین حل و فصل مسالمت آمیز وضعیت را خواستار و بر حق آزادی بیان و آزادی عقیده تاکید کرد.  وی همچنین از ایران خواست تا رهبران زندانی مخالفان را آزاد کند و آرای داده شده در انتخابات ریاست جمهوری را بازشماری کند تا شبهات مربوط به نتایج انتخابات ارائه شده در کشور برطرف شود.[۱۳]
- [۱۴]
- وزیر دفاع اسرائیل، ایهود باراک، گفت که مطمئن نیستم که نتایج انتخابات خواست واقعی مردم را نمایش دهد. او همچنین انتخاب مجدد احمدی‌نژاد را یک خبر بد دانست.[۱۵] دنی آیالون گفت که با نتایج این انتخابات جامعه جهانی باید فوراً فعالیت‌های هسته‌ای ایران را متوقف کند.[۱۶]
- [۱۷]
- وزیر خارجه ژاپن نیز نگرانی شدید دولتش از سردرگمی‌های به وجود آمده در ایران را اعلام داشت.[۱۸]
- [۱۹]
- [۲۰]
- [۲۱]
- نخست وزیر انگلیس، گوردون براون، گفت که انتخابات یک امر داخلی کشور است اما اگر سوالات اساسی در مورد هدایت شده بودن انتخابات مطرح شود باید پاسخ آنها پیدا شود.[۱۸] دیوید میلیبند نیز در این مورد اظهار نگرانی کرد.[۲۲]
- رابرت گیبس اعلام کرد «می‌خواهم دنیا بداند که ما از بی نظمی شدید و اشتیاقی که این انتخابات، به ویژه در بین جوانان، ایجاد کرد تحت تأثیر قرار گرفتیم. ما به نظارت نزدیک و بررسی گزارش‌های این بی‌نظمی‌ها ادامه می‌دهیم.»[۲۳]

نماینده کنگره ران پال واکنش آمریکا به حوادثی که هزاران مایل دورتر از آنان رخ می‌دهد را مورد انتقاد قرار داد.

### کشورهایی که پیروزی در انتخابات را تبریک گفتند
- :  حامد کرزی پیروزی احمدی‌نژاد در انتخابات را تبریک گفت.[۲۵]
- : رئیس‌جمهور ارمنستان، سرژ سرکیسیان پیام تبریکی به احمدی نژاد ارسال کرد و در بخشی از آن اعلام کرد: «از طرف مردم جمهوری ارمنستان و خودم به مناسبت انتخاب مجدد شما به عنوان رئیس‌جمهور جمهوری اسلامی ایران را تبریک می‌گویم. آرزوی توفیقات و دستاوردهای جدید را برای شما دارم.»[۲۶]
- : رئیس‌جمهور آذربایجان، الهام علی اف پیروزی احمدی نژاد را تبریک گفت. او در پیام خود گفت: ما تاکید ویژه‌ای بر توسعه همه جانبه روابط بین کشورهایمان داریم و از همکاری نزدیک و توسعه مداوم روابط تجاری که بین کشورهای ما وجود دارد خرسندیم.[۲۷]
- : به گزارش خبرگزاری فارس، پادشاه بحرین، نخست‌وزیر بحرین و ولیعهد این کشور، همگی جزو اولین شخصیت‌های جهان بودند که به احمدی نژاد تبریک گفتند. وزیر امور خارجه خالد بن احمد آل خلیفه بعداً با سفیر ایران در بحرین ملاقات کرد و گفت که بحرین هرگونه دخالت خارجی در امور داخلی ایران را محکوم می کند. [۲۸]
- : لوئیس ایناسیو لولا دا سیلوا انتخاب احمدی‌نژاد را تبریک گفت و یک سفر به ایران در آینده نزدیک را برنامه‌ریزی کرد.[۲۹]
- [۳۰]
- وزیر خارجه چین اعلام کرد که ما به انتخاب مردم ایران احترام می‌گذاریم و امیدواریم که ایران بتواند ثباتش را حفظ کند.[۳۱]
- [۳۲]
- [۳۲]
- [۳۳]
- [۳۴]
- [۳۵]
- [۱۵]
- [۳۶]
- [۳۳][۳۷]
- دمیتری مدودف انتخاب مجدد احمدی‌نژاد را تبریک گفت. او همچنین اظهار امیدواری کرد که روابط دوستانهٔ میان دو کشور در جهت علایق دو کشور و همچنین برقراری صلح و ثبات در منطقه ادامه یابد.[۳۸]
- بشار اسد در پیام تبریکش بهترین‌ها را برای پیشرفت مردم ایران آرزو کرد.[۳۹]
- در روز دوشنبه، علی عبدالله صالح انتخاب مجدد احمدی‌نژاد را تبریک گفت.[۴۰]
- میشل سلیمان به احمدی‌نژاد تبریک گفت و اظهار امیدواری کرد که بتوانند روابط میان دو کشور را گسترش دهند.[۳۲]